# 寒河江元時
寒河江 元時（さがえ もととき）は、室町時代の武将。寒河江氏9代。寒河江城主2代。

## 生涯
応安元年／正平23年（1368年）漆川の戦いで寒河江大江氏が大敗し、応安6年／文中2年（1373年）祖父大江時茂が北朝側に和を乞い降ることを遺命して生涯を閉じたため、父時氏は嫡男元時を人質として鎌倉公方足利氏満の元に送り本領安堵一家正嫡の御教書を受けた。元時は16歳までの9ヶ年を鎌倉で過ごした（『安中坊系図』）。元中8年9月10日（1391年）父が没し寒河江氏を継いだ。
応永6年（1399年）稲村・篠川に鎌倉方の御所が開設されると、伊達氏・大崎氏が反旗を翻し幕府（京都）側がこれを支持したため争いとなり、元時は鎌倉方につき室町幕府・伊達氏と対立する事になった。応永9年（1401年）伊達氏苅田城攻めに兵を送る（『戸沢家譜』）。この頃、最上満家に一族の娘を輿入れさせたとみられる。父に引き続いて、寒河江城の整備を行ったとされる。
文安5年（1448年）4月15日、当時としては高齢の数え83歳で没し、跡を元高が継いだ。

## 系譜
- 父： 寒河江時氏 - 寒河江城築城。
- 母： 不詳
- 妻： 藤原氏の娘
  - 寒河江元高 - 長男。寒河江城主3代。
  - 男子 - 2男。早世。
  - 全岩東純 - 3男。大寧寺（山口県長門市）七世住職・瑠璃光寺二世住職を勤める。雪舟による頂相「絹本着色全岩東純和尚像」が残る（山口県立山口博物館所蔵）。
  - 娘？ - 最上満家室。

## 菩提寺
曹洞宗第三の本寺とされた奥州正法寺の資料によると、元時の菩提寺宝幢寺は正法寺十三世太功宣策により開山されたという。元時の没した文安5年（1448年）頃であろうという。現在は失われてしまった宝幢寺だが、戦国期に作成された寒河江城古絵図には城北に確認でき、享保8年（1723年）『寒河江本郷六ヶ村絵図』では確認できない。阿部酉喜夫は『西村山地域史の研究』で寛永期（1642年）に現在地に移った祐林寺が、山号（稲荷山）を引き継いだとする説を述べた。

## 関連資料
- 寒河江市史編纂委員長 阿部酉喜夫『寒河江大江氏』、1988
- 寒河江市史編さん委員会『寒河江市史 上巻』、1994
- 寒河江市史編さん委員会『寒河江市史 大江氏ならびに関係史料』、2001